# 盧恢胤
盧恢胤（16世紀—1640年），字元兌，直隸廣平府永年縣人，明朝政治人物。

## 生平
盧恢胤是萬曆四十六年（1618年）戊午科順天鄉試舉人，授聊城教諭，勤力教育士子，崇禎八年（1635年）陞平陽同知，攝知府事，所屬無積壓案件，監督修繕寧武邊備有功，流寇北渡，上級讓他練習河防事疏請留任，因勞卒在任內去世。

## 引用
1. 1 2  光緒《永年縣志·卷二十八·人物傳》：盧恢允［胤］，字元兌，大順子，萬厯四十六年舉人，署聊城縣教諭，課士勤，擢平陽府同知，攝知府事，治勤幹，所屬無留牘，督修寧武邊備有功，流寇北渡，當事以恢允練習河防事疏請久任，以勞卒於官。
2. ↑  乾隆《平陽府志·卷十九·職官上》：同知 明……崇禎……盧恢允 直隸永年人，舉人，八年任
3. ↑  光緒《重修廣平府志·卷五十·列傳五 明下》：盧大中，字權南，永年人，萬厯十一年進士……弟大謨，舉人……子允，貢生……從子恢允，舉人，平陽同知，值流寇亂，疏留久任防河；愜允，舉人，按院舉德行第一。 同上（《畿輔通志》，參康熙志）